# 熱化学電池
熱化学電池（ねつかがくでんち、Thermo-electrochemical cell, Thermo galvanic cell, Thermocell, Electrochemical energy harvestingなどと呼ばれる）は熱電変換素子の一種である。
熱化学電池は持続的に廃熱を回収し、電気エネルギーを生成する素子の一種である。副生物の生成や材料を消費せずに熱を電気エネルギーに連続的に変換できるという利点から、熱化学電池の研究が増加している。熱化学電池の出力や変換効率は比較的最近まで低く、応用展開が考えられていなかった。しかし、電極材料、電解質、酸化還元活物質、セル設計といった様々な部材やパラメータの改良の結果、熱化学電池の性能は最近飛躍的に向上した。

## 序論
現代では石油資源の消費はますます加速しており、再生可能資源からのエネルギー生産の増加が急務となっている。工業または地熱プロセスにより製造される低品位廃熱（200 ℃未満の排熱）は、発電に利用できる重要なエネルギー源として期待されている。また一方で医療機器やセンサーなどの小型携帯電子機器に電力を供給できるウェアラブルデバイスの分野で、体温の利用に対する関心が高まっている。
熱エネルギー変換に関する研究は、最近まで固体熱電素子に集中していた。熱電素子は、直列に接続されたp型とn型の半導体で構成される。熱勾配が印加されると、材料中の電荷キャリア（電子および正孔）が低温側に拡散し、この電荷の蓄積により電位差が生成される。この現象はゼーベック効果として知られており、単位温度差当たりに生成される電位差はゼーベック係数と呼ばれる。一般に、半導体材料に基づく熱電デバイスは、μVK-1オーダーと小さな電位差であり、低温での効率が低いために低品位排熱の回収には適さないという問題があった。
熱化学電池、またはサーモセルは、そういった低品位の熱エネルギーの変換への応用が期待される新たな素子である。熱化学電池は温度勾配が存在するときに、発光したり材料を消費したりすることなく連続的に電気エネルギーを生成することができる。酸化還元活性な電解質を用いることで、サーモセルはmV K-1のオーダーで電位差を生じさせることができる。これは低温熱エネルギー回収のための素子として興味深い。
この記事では、サーモセルの材料化学および電気化学の観点からの最近の進歩、特に新しいレドックス対、非水性電解質および新規電極材料の開発の概要を紹介する。さらにセル設計の進展に着目し、最後にサーモセルの性能の向上に向けた今後の展望について述べた。

## 熱化学電池の基本－エネルギーと反応速度論
サーモセルは、酸化還元対を含有する電解質と、外部回路に接続された2つの電極からなる（図1）。セルを横切って温度勾配が生じると、酸化還元反応の温度依存性により酸化還元対がアノード側で酸化され、カソード側で還元される。サーモセル内の電流の流れは、還元体が対流や拡散により電解質を通っておよびアノードへ移動し、酸化された種が反対にカソード側に輸送される。この一連のサイクルにより連続的な反応を生じるため反応は連続的である。構成成分の分解がない限りこの反応は理論的に無限に続けることができる。
温度勾配に対して生成される電位差の大きさは、デバイスの電力出力を決定する重要な要素である。
{\displaystyle {\ce {A + ne- -> B}}} (1)
で表される酸化還元反応の場合、ゼーベック係数は次の式で与えられる。
(2)
nは移動した電子の数、Fはファラデー定数、SAおよびSBは種AおよびBの部分モルエントロピー、およびはイーストマンエントロピー、は、外部回路内の電子のイーストマンの輸送エントロピーを表す。
イーストマンの輸送エントロピーは、イオンとその溶媒和シェルの溶液との相互作用に起因するもので μVK-1のオーダーであり、大抵の溶液ではおよびに比べて小さく無視できる。したがって式(2)は次のように書くことができる。
nF(∂E/∂T)t=∞ = SB - SA
あるいは
ゼーベック係数およびセル両端の電位差を増加させると、理論的に生成可能な電流が増加する。ただしこの電位差は系の平衡状態のものである。セル動作中（電流が流れているとき）の最大電力は、システム内の様々な過電圧（抵抗に対応するもの）によって電圧が低下するため、各々のセルの性能はゼーベック係数のみでは決定できない。過電圧の要因は主に3つあり、オーミック過電圧、電荷移動過電圧および物質輸送過電である。オーミック過電圧は主に、電極や接続などのセル内の電気抵抗によるオームドロップ（IRドロップ）を表す。電荷移動過電圧は、電極表面における酸化還元対の電荷移動の反応動力学に由来する。物質移動過電圧は、電解質の酸化還元対の動きに関する。これは、拡散、移動および対流の寄与を含むため、特に複雑である。これら各々の過電圧に、さらに温度依存性がある。
また熱勾配は電池性能の重要な要素である。電解質の熱伝導率が高いと、電極間に生じるΔTおよび温度勾配が小さくなり、電池の電圧が低下する。これらの要素を考慮すると、サーモセルの性能は、ゼーベック係数に加え、性能に及ぼす導電率（σ）と熱伝導率（κ）の影響を考慮した無次元性能指数（ZT）で定義される。
一般に固体半導体素子のZT値は1.7以下である。熱電池の場合、電解質の輸送特性は伝導度以外にも影響を受けるため、この性能指数は熱電化学電池には直ちに適用できない。物質輸送を考慮した修正された性能指数は、Abraham らによって導入され、性能指数（現在ZT *と呼ばれる）は、
で与えられる。ここで、zはイオンの電荷、Fはファラデー定数、Rは気体定数、Dlimは限界拡散係数、cは酸化還元対の濃度である。
現在、サーモセルの最も大きな課題は、その低い出力と変換効率である。報告されているほとんどのサーモセル素子は、カルノーエンジンに比べたエネルギー変換効率（カルノー効率、効率÷（1－TH/TL））が1%未満である。しかし、最近の研究では、高比表面積の炭素電極を使用することで3.95%の変換効率が報告されている10,11。これらの効率はなお低いが、サーモセルの主な用途は浪費されるエネルギーの回収であるため、商業的に成り立つために必要な効率は比較的低い。いくつかの見積もりによれば、実用的なエネルギーハーベスティング用途には2 - 5%の変換効率があれば十分である。6ただし、製造コストや設置コスト、装置の動作寿命によって、求められる変換効率は当然左右される。
サーモセルの効率の向上のためには、セル内が発生しうる電位差の増加と、電極での電流密度の増加という2つの主要なターゲットがある。電圧の向上は、基本的な熱力学を理解し最適化すること、すなわち高いゼーベック係数を有するレドックス対と電解質との組合せを開発することで達成できる。使用するセルの温度範囲は、高沸点電解質の利用や、固体電解質やセパレータにより大きな温度勾配を維持するなどのデバイス設計の最適化によって、広げることが可能である。さらに高表面積の電極および良好な物質輸送特性を有する電解質の使用により、電流密度を改善できる。以下に述べるように、これらのすべての観点は、サーモセルデバイスの性能を改善するための戦略として現在検討されている。

## レドックス対
サーモセルで生成できる最大の電位差は、レドックス対のゼーベック係数によって決定される。これは、酸化還元種が酸化または還元されるときに生じるエントロピー変化に由来する（式2）。エントロピーの変化は、レドックス種の構造変化、溶媒シェルと溶媒との相互作用などの要因に影響される12。水溶媒と非水溶媒の双方で、エントロピー変化の符号（正か負か）は、酸化体・還元体の電荷の絶対値の差と関連しており、これは、帯電した酸化還元種とその溶媒和シェルとの間の相互作用（主にクーロン力の相互作用）の強さを反映する。酸化還元剤の電荷の絶対値が還元剤より大きい場合、ゼーベック係数は正である（逆もまた同様である）12-14。幅広い酸化還元対のゼーベック係数は測定または計算されているが、安定性、酸化還元に対する可逆性や利用可能性のような実用的要件のために、サーモセルで使用することができるものは比較的限定されている。上に示したフェリシアン/フェロシアン化物（Fe(CN)63−/Fe(CN)64−）は、典型的な酸化還元対の1つであり、-1.4mV K-1のゼーベック係数を有しており、このゼーベック係数は濃度に依存する。他のレドックス対のゼーベック係数はフェリシアン/フェロシアン化物よりもかなり大きな濃度依存性を示すことがある。一例として、ある範囲の水系および非水系溶媒中で研究されているヨウ化物/三ヨウ化物（I- / I3-）レドックス対がある8,17,18。このレドックス対の硝酸エチルアンモニウム（EAN）イオン液体のゼーベック係数は、0.01 Mと2 Mの濃度の間で3倍変化し、0.01 M溶液で測定した最大値は0.97 mVK-1であった18。ヨウ化物/三ヨウ化物のゼーベック係数は正であり、還元時の分子数の増加による正のエントロピー変化に由来する（式(7)）。
{\displaystyle {\ce {I3- + 2e- -> 3I-}}}
今まで観察された最高のゼーベック係数は、Pringleらに寄って報告されたコバルト錯体の酸化還元対によるものである。（図2）のCo2+/3+(bpy)3(NTf2)2/3レドックス対（NTf2 =ビス（トリフルオロメタンスルホニル）アミド、bpy = 2,2'-ビピリジル）を様々な溶媒中で試験し、最大 このゼーベック係数の最大値（2.19 mV K-1）は、酸化還元時にCo2+/3+のスピン状態の変化が起こるためと考えられる。他の金属イオン、例えばFe2+/3+では、酸化還元種がともに低スピン状態であるため、eqn(2)のエントロピー変化は、溶媒再配向エントロピーが主になる。
酸化還元対の研究の大部分は、単一のレドックス種にのみ焦点を当てているが、最近の研究では酸化還元対の混合物を使用する効果が検討されている20。1-エチル-3-メチルイミダゾリウム（[C2mim][NTf2]）にフェロセン/フェロセニウム（Fc/Fc+）、ヨウ化物/三ヨウ化物(I−/I3−)またはFcとヨウ素の混合物（I2）（フェロセン三ヨウ化物塩（FcI3）を形成する）のいずれか加えて検討したところ、ゼーベック係数は、Fc/Fc+（0.10mVK-1）およびI-/I3-（0.057mV K-1）と比較して、FcI3酸化還元対（0.81mV K-1）では高かった。しかしながらFcI3系の電気化学は複雑であり、非線形なΔV/ΔT関係を示す。この電解質のゼーベック係数は最大ΔT（30K）でのΔV値から推定されたので、この値は必ずしも他の温度差で生じ得る電位を表すものではない。これらの著者はまた、I2を置換フェロセンの範囲と組み合わせ、1,1'-ジブタノイルフェロセン（DiBoylFc）の最高ゼーベック係数は1.67 mVK-1であった。これは、他のフェロセン化合物と比較して、その電子密度が低く、従ってより強い相互作用に起因するものであった。
今日まで、主として無機レドックス対がサーモセルで試験されている。しかしながらこの中の、例えばI-/I3-は酸化還元対の電位に依存して腐食を引き起こす可能性がある。チオラート/ジスルフィド（McMT- / BMT、ゼーベック係数-0.6mV K-1.21）などの有機レドックス対を用いることで、この腐食が回避できる。これは有機レドックス対のある利点の1つであり、今後の精力的な研究が求められる。
サーモセルがエネルギーを連続的に発生させるためには、酸化還元対の両方を溶液中に、好ましくは高濃度（0.5 mol/L以上）で含有しなければならない。しかし、Cu2+/Cu(s) 系のように、水性イオンとその固体種との反応を介して電位を発生させるサーモセルもいくつか報告されている22,23。この場合、電極は固体銅であり、アノードで酸化されてCu2+を形成する。Cu2+イオンは、電解質として輸送され、カソードで還元される。この系のゼーベック係数は0.84mV K-1（0.7 M CuSO4の場合）である。このようなセルは、アノードが最終的に消費されるので、連続的に動作させることができない。これは、連続型の電池と比較して、それらの適用範囲を制限する。
最後に、酸化還元対を含まない電解質で、上記の値をはるかに上回るゼーベック係数の文献報告（7mV K-1まで）もある。24-26これらの値はゼーベック係数として報告されてるものの、温度依存の電位差は、酸化還元活性電解質中で起こるものとは異なる機構のために生じるものである。レドックス対が存在しない場合、全体のエントロピー変化を決定するレドックス種の部分モルエントロピー（eqn(2)）は、これらの系では変化しない。代わりに、温度によるポテンシャルの変化は、異なる温度でのイオンの溶媒和環境の変化によるイーストマンエントロピーの相違と、Soret効果によって生じる電極表面での電荷密度の変化との組み合わせによるものである。Soret効果（一般的にマイナーであると考えられる）は、異なる温度でのイオンの移動度の変化により、温度勾配内の電解液中で生じる緩やかな濃度勾配を指す6。このメカニズムで生じた大きな開回路電圧は、外部回路を介して電極を接続すると消散する。したがって、このような非酸化還元電解質は連続的にエネルギーを生成することができない。むしろ、電荷が二重層に蓄えられる、熱的に充電可能なコンデンサのように振舞う。このように、これらのシステムは、熱エネルギーを利用して低レベルのエネルギー蓄積の興味深い領域を表しているが、酸化還元対を利用するこれらのデバイスとサーモセルの動作上の違いには注意が必要である。

## 電解質の特性

### イオン液体と分子性溶媒
サーモセルの初期の研究は、水中の酸化還元対が中心であった。水系電解質ではイオン拡散が比較的早いため高い出力を示す。これまでで最も出力の高いサーモセルはフェリシアン／フェロシアン水溶液で得られている10,11。電解質水溶液の現在の研究の焦点は、電極および電池設計の改良によってフェリシアン/フェロシアン化物の性能を最適化することに焦点が集まっている。9,10,27これについて5章でさらに議論する5。水系電解質の課題は水の沸点で、デバイスの動作温度は100℃以下に制限される。その代替として高沸点有機溶媒やイオン液体が当グループなどで検討されており、動作温度範囲が拡大されている。非水性電解質の利点は、高い動作温度に加え、水に不溶であったり不安定であったりしたレドックス対を利用できることである。
イオン液体（IL）は、この点で特に有利な特性を有する。高沸点・低蒸気圧に加え、イオン液体は一般に高いイオン導電率と低い熱伝導率を示す。30,31さらにILによってもたらされる独特の溶媒和環境は、酸化還元の酸化/還元時に大きなエントロピー変化をもたらす。このゼーベック係数の組み合わせはサーモセルで達成可能な電力値を増加すると予測されている。図3は、サーモセルの用途について研究されたいくつかのILの構造および略語を示す。
図3熱電素子で用いられたイオン液体構造。
サーモセルの電解質としてILを用いた最も初期の研究の1つは、1-ブチル-1-メチルピロリジニウムビス（トリフルオロメタンスルホニル）アミド（[C4mpr][NTf2]）中の鉄レドックス対のゼーベック係数を測定したものである13。[C4mpyr][NTf2]中でのFe(CN)63−
/のゼーベック係数は-1.49mVK-1と、水中の-1.4mVK-1と比較して上回った。他のIL中で測定した後の研究32では、水溶液中で得られた最大値を上回るものばかりではなかったが、ゼーベック係数に及ぼすイオン液体の特性のいくつかが確認された。この結果は、酸化還元反応エントロピーが、酸化還元対と、酸化還元対とは反対の電荷を有する電解質イオンとの間のクーロン相互作用によって支配されることを示唆している。例えば、正に帯電したレドックス対Fe(bpy)33+/2+は、[NTf2]アニオン中では似たゼーベック係数を示した（[C4mpyr][NTf2]：0.45mVK-1、[C2mim][NTf2] 0.5m VK-1、（PP13）[NTf2]：0.49mVK-1）のに比べ、[C4mpr]ビス（パーフルオロエチルスルホニル）アミド（[NPf2]）では有意に小さかった（0.33mV K-1）。また、レドックス対のゼーベック係数は、ILイオンの電荷密度に依存していることを見出しており、ILの電荷密度が増加する（イオンが小さくなるか電荷が大きくなる）と、ゼーベック係数の絶対値が増加することがわかった。以下でさらに議論するように、IL間の差異が、酸化還元対のゼーベック係数に有意に影響することが、他の多くの研究によっても実証されている。
実際のIL電解質に関する初期の研究では、ある範囲のILにおけるヨウ化物/三ヨウ化物レドックス対を調べたところ、ゼーベック係数と最大出力はILのカチオンとアニオンの両方の性質に影響を受けることがわかった。1エチル-3-メチルイミダゾリウムテトラフルオロボレート（[C2mim][BF4]）中の0.4 M I-/I3-溶液で測定されたゼーベック係数は0.23 mV K-1および最大出力29 mWを達成した（0.0029mWm-2K-2）。これらの値はそこまで高くはないが、セルの高温電極のは130℃で作動しており、高温排熱からのエネルギー回収のためにIL電解質が適することを実証した。
Sosnowskaら33は、様々なILにおいてI-/I3-のゼーベック係数を予測するモデルを最近実証している。2つのモデル化法、すなわちRead-acrossアプローチと定量的構造特性相関（QSPR）モデルを用いて、ILイオンの構造的特徴と酸化還元対濃度の、ゼーベック係数への影響を予測し、結果を実験データと比較して検証した。IL構造によるゼーベック係数の影響は正確に予測できており、最も重要な決定因子はILカチオンのサイズ、対称性および分枝、そしてアニオンの垂直電子結合エネルギーであることが正確に予測された。小さい、より分岐していない、相対的に対称なカチオンおよび、高い垂直電子結合エネルギーを有するアニオンを有するILにおいて高いゼーベック係数がみられた。レドックス対の濃度の増加に伴いゼーベック係数が減少する予想は、実験データとよく一致した。この研究は、広範な実験をせずに高いゼーベック係数を有するILを推測するモデリング技術の可能性を実証している。
IL電解質の最も重要な課題はその高い粘度である。水系電解液および有機電解液では、電荷移動および他の抵抗要素が電力制限要因である。しかし、IL電解質では、酸化還元イオンの拡散速度が遅いために物質輸送が制限要因になりる。ILと分子有機溶媒との混合溶媒を用いると34,35、ILの有利な特性の多くを保持しながら粘度を低下させることができる。
これまでに報告された高いゼーベック係数のうちいくつかは、混合溶媒を用いている。最近水と混合した一連の有機溶媒中のフェリシアン/フェロシアン化物のゼーベック係数が調べられ、水に20%のメタノールを混ぜた溶媒を用いることで、2.9mV K-1という最高値が得られている。この高いゼーベック係数は、純粋な水性溶媒と比較して、混合溶媒中の溶媒和シェルがより大きく変化していることに由来すると筆者らは考察している。ただし、この論文では電解液をポンプ輸送するフローセルを用いて測定されており、混合溶媒からレドックス種が沈殿することによる系の短寿命化の効果の評価が必要である。
ゼーベック係数に対する混合溶媒の比率の影響は、様々なシステムで研究されてきた。チオレート/ジスルフィド有機レドックス対（McMT-/BMT）のゼーベック係数を、アセトニトリルに様々な濃度で[C2mim][BF4]を混合した溶媒中で測定した21。ゼーベック係数はIL濃度が0から5.5Mに増加するのに伴い、ゼーベック係数は6倍増加した。これは、ILイオンの濃度上昇に伴って酸化還元対相互作用が強くなるためであった。しかしこの傾向は、特定のIL、分子溶媒および酸化還元対に依存して変化する。例えば、2つの混合溶媒系（MPN/[C2mim][B(CN)4]およびジメチルスルホキシド（DMSO）/[C2mim]中の0.1M Co2+/3+bpy3(NTf2)2/3のゼーベック係数は、ILの濃度の上昇に伴って減少した。またトリヘキシル（テトラデシル）ホスホニウム（[P6,6,6,14]）＋0.1M Co2+/3+bpy3(NTf2)2/3のような系では、IL濃度はゼーベック係数にほとんど影響しない。
0.1M Co2+/3+bpy3(NTf2)2/3レドックス対は、一連のILおよび分子溶媒中の我々のグループによって試験されており、非水電解質について最も高いゼーベック係数が報告されている19,34,37。ゼーベック係数2.19 mV K -1はMPN中で得られた19が、これは純粋なIL、1-エチル-3-メチルイミダゾリウムメタンスルホネート中の2.13 mV K -1より僅かに高い。ゼーベック係数は分子溶媒とIL電解質との間で大きく変化しないかもしれないが、最大出力の差は大きくなる可能性がある。ILと有機溶媒、例えばジメチルスルホキシドまたはプロピレンカーボネートとの組み合わせが所与の酸化還元対の出力を有意に改善し得ることを複数の研究が示している34,35。例えば、図4（a）および（b）は、MPNと[C2mim] [B(CN)4]の様々な混合比における0.1M Co2+/3+bpy3(NTf2)2/3の電流および出力を示し、3:1混合物が最適な特性の組み合わせを示す。
図4 [C2mim][B(CN)4]/MPN混合物における0.1M Co2+/3+bpy3(NTf2)2/3の(a)電流および（b）電力性能。（c）[C2mim][B(CN)4]/MPNおよび（d）[C2mim][eFAP]/DMSO混合物の体積比（v/v） に対する最大出力密度および電流。全てThot = 130 ℃、Tcold = 60 ℃である。ref35より王立化学協会の許可を得て。
サーモセルの動作は、セルに様々な負荷を印加し、セルの電流および電位を測定することで評価される。電位の関数としての電流出力（I-V曲線、図4（a））は、過電圧の制限についての情報を与える。理想的なサーモセル（過電圧なし）の場合、I-V曲線は矩形であり、すなわち、電流の量が増加してもセル電位はその平衡値にとどまるはずである。これは、両方の電極で完全に可逆的な酸化還元速度論を必要とする。最終的に、物質輸送に制限された電流密度に達し、電流を平らにする。しかし、電流を流すと、実際のセルでは、セルのさまざまな過電圧の影響が増すため、セルの電位が低下する6。低電流密度では、セル電位の低下は主に酸化還元反応の過電圧によるものである。より高い電流密度では、図4（a）に示すように、フィックの法則とネルンスト方程式に起因する物質輸送過電圧がより顕著になり、これにより、これら2つの領域の間で比較的線形の電位低下が生じる。これらのプロットから、オームの法則とジュールの法則をそれぞれ使用して電流と電力が計算されます。外部抵抗がセルの全体的な内部抵抗に等しいとき、電力出力は最大（Pmax）に達する。
図4に示す電解質の場合、純粋なILは、その高い粘度のため、最も低い出力（～200 mWm-2、0.04 mWm-2K-2）を示す。純粋なMPNは、純粋なIL（約450 mWm-2、0.09 mWm-2K-2）の約2倍の最大出力を示す。しかし、これらの電解質をMPN:ILひで3:1で混合することで、780 mW m-2の最大出力が達成された。純粋なILに有機溶媒（MPNまたはDMSOのいずれか）を添加すると、電解質の伝導率およびイオン拡散速度が増加し、パワーファクターが向上する。有機溶媒：IL＝3: 1で得られた最大の出力は、イオン伝導度と粘度の最適なバランス（図4（c）および（d））によるものである34。
非水性サーモセル電解質の分野への最近の改良は、Aldousおよび共同研究者のグループによる溶媒和イオン液体の使用である38。溶媒和ILは、弱結合アニオンを有する金属塩と、リガンド分子塩酸アニオンまたはカチオンを強く溶媒和して錯イオンを形成することができる。溶媒和ILは、最初にリチウムイオン電池の電解質として開発されたが40,41、ILと同じ良好な特性を示すことができる。サーモセルについては、固体リチウム金属電極を用いて、テトラエチレングリコールジメチルエーテル（テトラグリム、G4）に溶解した一般的に使用される溶媒和IL、リチウムビス（トリフルオロメタンスルホニル）アミド（Li [NTf2]）を使用した。この系における電荷の流れは、同時に起こる金属リチウムの電気溶解、低温電極でのリチウムイオンの生成、および高温電極での金属リチウムの電着によって起こる。テトラグライムと溶媒和されたリチウムイオンとの間の強い相互作用は、リチウムカチオンの溶媒和および脱溶媒和に著しいエントロピー変化をもたらすと仮定される。このシステムの最大ゼーベック係数1.4mVK-1は、Li [NTf2]：G4のモル比が0.022未満（つまり0.9M以下）のとき得られる。また最大の出力は Li [NTf2]：G4比が25%ののときで、135 mWm-2（0.054 mWm-2K-2）であった。しかしながらこの値は、電極表面の種類によって著しく変動した。電荷の流は、低温極および高温極それぞれで溶媒和されたリチウムイオンの電気分解および電着を含む。従って電池を連続的に運転すると、低温側の電極が消費されることで電池の寿命が制限される。これに対処するために、いくつかの機械的手段によって温度勾配を周期的に逆転させる、すなわち、高温および低温電極を交換することで、セルのより長いサイクルを可能にする。

### 電解液への添加剤
物質輸送を改善する方法として、電解質に他の化合物を添加するも良好な結果を示している。例えば、多層カーボンナノチューブ（MWCNT）をイミダゾリウムベースのILに添加すると、浸透したネットワークの形成やイオン対解離の増加などの要因により、溶液のオーミック抵抗が低下した42。それにより、CNTを、[C3mim][NTf2]を含む電解液に添加した場合、撹拌した状態では、出力が30%増加した。しかし0.1M Co2+/3+bpy3を[C2mim][NTf2]に添加した場合には出力が低下した。これはCNTの添加時に粘度が20%増加し、増加した伝導率の影響を上回ったためであった。このグループの別の研究では、CNTとポリ（3,4-エチレンジオキシチオフェン）-ポリ（スチレンスルホネート）（PEDOT：PSS）の両方をフェリシアン/フェロシアン化物電解質を含有した静的セルに添加することにより、サーモセルの出力が増加した44。これはPEDOT：PSSの添加により界面電荷移動抵抗が下がることに加え、電解液中の電荷キャリアの数が増加したためで、出力が約30%改善した。
魅力的なアプローチは、物質輸送特性を改善するのではなく、システムの熱力学を変えるために添加剤加える手法である。この方法では、温度依存性のホスト-ゲスト相互作用を利用してI-/I3-電解質にα-シクロデキストリンを添加する。低温では、I3-分子はα-シクロデキストリンによってカプセル化され、酸化還元活性なI3-種の濃度を効果的に低下させ、平衡をシフトさせてI-をI3-に酸化する。高温電極では、α-シクロデキストリン-I3-錯体の解離が起こり、I3-の還元が促進される。さらに、カプセルを介して化学種の平衡濃度を変化させることにより、ネルンスト方程式46から、セル全体の電位差を増加させることができる。このホスト-ゲスト相互作用は、ゼーベック係数を0.86から1.45mV K-1に増加させた。

### 準固体電解質
潜在的なサーモセル用途として、液体電解質が適していないものも数多くあり、特に電解液の漏れが起こる可能性があるもの、例えば柔軟で着用可能なデバイスがある。準固体電解質の開発に関する最近の研究は、これに対処することを目指している。「準固体状態」という用語は、これらが一般に固体の機械的性質を有する固体（例えば、ポリマー）と液体成分との組み合わせを指し、最初期の研究の焦点であったAgIのようなより脆い無機固体電解質とは異なる。
柔軟性や漏れ防止といった特徴に加え、固体電解質は対流を排除するでセル全体に大きな熱勾配を維持するために有益でる。準固体状態の電解質は、セルロース、48ポリビニルアルコール（PVA）、49寒天、50またはポリ（アクリル酸ナトリウム）ビーズなどの様々な異なるゲル化剤を用いて製造されている。セルロース系ポリマーマトリックスと水溶性レドックス活物質（フェリシアン/フェロシアン化物）が近年開発されている48。固化した電解質を使用する際の主な考慮点は、酸化還元対の物質輸送の制限を避けることである。この観点では、セルロース濃度が高くなるとゲルによって輸送パスがより制限され、出力が減少する（図5）。しかし物質移動と機械的性質の両方を最大にする最適なセルロース濃度（5wt%）では、出力は水溶液系と比較して約20%の減少でおさまり、14mWm-2（0.06Wm-2K-2）を示す。柔軟なポリイミド電極に挟まれ、Auと直列に接続された2つの異なる電解質（フェリシアン/フェロシアン化物および第二鉄/塩化鉄水溶液）がポリビニルアルコールを用いてゲル化された2種類の異なる電池が使用された49。フェリシアン/フェロシアン化物水溶液と第二鉄/第二鉄塩化物対は、反対のゼーベック係数（それぞれ-1.21および1.02mVK-1）を有し、これらを金／クロムで直列に接続することにより、より大きな電位差を生じさせることができる。2つのフェリシアン/フェロシアン化物および2つの第二鉄/塩化鉄ユニットからなる装置を使用して、24μWm-2 K-2の最大出力を生成することができた。電力出力は比較的低いが、この研究は、ゲル電解質が着用可能な用途に利用できることを実証している。サーモセル電位を最大化するためにゼーベック係数を反対にした酸化還元対の使用は、他のシステムでさらに発展しており、6.4節で詳細に論じられている。
図5（a）異なる重量%のセルロース濃度を有する準固体電解質を用いたサーモセルの出力電力、（b）22℃における溶液中および固体電解質中のFe(CN)64-およびFe(CN)64-。挿入図：5wt%セルロースを含む固体レドックス電解質。（c）凍結乾燥後の準固体状態電解質の断面のSEM画像（5および20wt%セルロース）。ref 48より。

## 電極材料
白金電極は触媒活性が高く、電荷移動過電圧が最小限に抑えられるため、ある系の基本的な挙動を調べるのに理想的なため、ほとんどのサーモセル研究で使われている。しかし白金のコストが非常に高いことから、より実用展開に適した電極材料の開発が必要である。最近のほとんどすべてのサーモセル用電極材料の開発では、表面積の大きい電極を使用することによって大幅な電力増加を達成できるので、フェリシアン/フェロシアン化物水溶液を利用してきており、非水系の新しい電極材料の研究はほとんど行われていない。これは、電極での電荷移動ではなく、物質移動が支配的な制限であるためである。
カーボンベースの電極は、白金の有望で低コストの代替物として注目されている。ナノチューブやグラフェンなどのナノ構造炭素材料は、反応サイトの数を増加させる高い表面積を有する。それらはフェリシアン/フェロシアン化物対の酸化還元反応速度も高い。加えて、ナノ構造炭素の製造方法は幅広いため、それを用いて様々な形態で電極を製造できることを意味する。この分野の大部分の研究は、ナノチューブやグラフェンなどのナノ構造材料、10,16,53,54を組み込んだ複合材料に焦点を当てている。これらの高表面積材料は、独立した導電性フィルムとして形成でき、または別個の集電体と組み合わせて使用することで、電極触媒と集電体の両方の役割を果たすことができる。
カーボンナノチューブを電極材料の最初の研究では、多層カーボンナノチューブ（MWCNT）バッキーペーパーと、垂直配向MWCNTからなる電極が作製され、利用された10。MWNT-バッキーペーパーで得られた電力出力は、同じ条件下で試験された白金電極の電力出力よりも33%高かった。MWNT-バッキーペーパーの性能は、様々な電極構成において試験されている。MWNTをバッキーペーパー上に直接成長させることによってコインセル電極が製造されている。自立型MWNT-バッキーペーパー（電流コレクタ無し）は、電極がスクロールに巻かれたMWNT-バックペーパーを含むコイルセルとして作成されている。コイルセルでは電極としてMWNT-バッキーペーパーのシートがパイプに巻きつけられ、全体としてステンレスのシートで密封されている。最大出力は1800 mW m-2（0.5 mW m-2 K-2）で、コイルセルとしては最高の性能が達成されている。このセルはカルノー効率も1.4%であり、これはそれまでに報告された白金電極をセルの効率より少なくとも3倍高い。
CNTを用いた電極はその後も単層カーボンナノチューブ－還元グラフェン酸化物（SWCNT-rGO）コンポジットフィルム電極を積み重ねた10フィルム構成のものを用いて研究されており、2.6%の変換効率が得られている56。単一の（積層されていない）複合膜のみを有する電極を用いて460 mW m-2（0.48 mW m-2 K-2）に達した電池の出力は、積層フィルムを用いることで1850 mW m-2（1.9 mW m-2 K-2 ）に到達した。
これまでで最高のサーモセル変換効率は、カーボンナノチューブエーロゲルベースの電極を使用し、フェリシアン／フェロシアン化物水溶液を電解液として用いたもので、変換効率3.95%が達成された。これらの電極は、タングステンワイヤーに円筒状に巻かれたCNTに白金ナノ粒子をデポジットしたものである。高出力は、低曲がり性を有する創傷ナノチューブから生じる電極表面への高速イオン拡散と、高比表面積、そしてPtナノ粒子による高触媒活性に起因している。しかしながら、これらの電極は、固体白金電極よりもプラチナの使用量が少ないので潜在的に低コストであると記載されているが、比較的複雑な製造手順を要するため、商業化には製造工程の簡素化を要する。
カーボン材料は、その優れた出力性能に加えて、非平面または移動面を含む用途に最適なフレキシブル電極に加工できるという利点もある。いくつかの研究ではカーボンベースの電極が、体温を回収するためのフレキシブルなデバイス、またはパイプなどの高温の物体の周りに巻きつけるために使用できることが実証されている10。この多機能性は熱エネルギー回収の可能性を最大限に引き出すために不可欠である。一方で炭素系電極に伴う潜在的な課題の1つは、低い熱伝導率である。白金のような金属電極は、反応性電極表面および電流コレクタの両方として働くため、高温側の熱を、電極を経由して電解質へと効率よく熱伝達する。対照的に、電流コレクタとして第2の基板を用いる炭素電極は、基板/炭素界面および炭素電極を通る熱損失が生じる可能性がある。これらの熱損失の役割についての理解を深めるため、熱抵抗モデルが開発されている27,58。
電極材料の研究の大部分は、酸化還元システムにおける高速な電子移動速度と良好な物質輸送能を有するフェリシアン/フェロシアン化物水溶液中の炭素系材料に焦点を当ててきた。非水性電解質および非炭素系電極などの他の系についての研究は比較的少ない。[C2mim] [B(CN)4]におけるCo2+/3+(bpy)3の挙動は、白金、改質白金電極（白金黒またはPEDOT被覆）、ステンレス鋼および改質ステンレススチール（PEDOTまたはPt付）に対して調べられた。被覆されていないステンレススチールを除くすべての電極は、180-240 mW m-2（0.04-0.05 mW m-2 K-2）の範囲の最大出力値を示した。ステンレススチール電極（54mWm-2,1.0mWm-2K-2）を用いたシステムの著しく低い電力出力は、他の電極材料（<5Ω）と比較して高い電荷移動抵抗（136Ω）に起因した。この研究は、電力出力を犠牲にすることなく、より安価な電極材料を非水性電解質に使用できることを実証した。しかしながら、電極の電気触媒性能は使用する酸化還元対に依存するため、各レドックス電解質システムでの最適化を必要とする。

## セルのデザインと最適化

### モデリング
ある研究59はまた、電池特性と運転中の電流・電圧出力との関係を定量的に記述するために、電気化学パラメータを支配する基本方程式に基づいた理論モデルを開発した。このモデルは、酸化還元反応における電子数、電極温度、活性電極面積、交換電流、酸化還元種の濃度および拡散係数、溶液、抵抗とゼーベック係数といった、関連するパラメータを与えられた際、電流および電力曲線をシミュレートできる。このモデルを用いて、セルの電流出力が、限界電流に対する交換電流の比（io / ilim）によってどのように影響されるかが調べられた。io / ilim比が10以上では、電流は主として物質移動プロセスによって決定され、電荷移動からの寄与は比較的小さいと考えられた。一方io / ilim比が10未満の場合、電荷移動抵抗の増加により電流密度が著しく低下した。従って、このような比較的単純な理論的モデルでさえ、セル内の重要な限界を特定するのに有用であり、したがって、広範な実験無しにデバイスの性能を改善するために必要な最も重要な修正点を与える。このようなモデルのさらなる開発は、これらの電池における因子の複雑な相互作用を理解するため必要である。特に以下に述べるような熱的影響の包含がとても重要である。

### セルの方向性と電極のスペーシング
セルの向きと電極の間隔は対流に影響を与えるためセルの性能に大きな影響を与える可能性がある。拡散によるレドックス種の物質移動は比較的遅いが、対流をシステムに導入することによって大幅に増加させることができる。液体中の対流は、電解質の密度が温度によって変化するために生じる。低密度の高温電解質は電池の頂部に上昇し、冷却されると電池の底部に戻ることで、電池の周りに電解液の流れを作り出す。この対流の程度は、特定のセルパラメータを調整することによって最適化できるが、各電極の温度、熱伝導率および電解質粘度などのパラメータに依存する複雑な現象である。
強制対流とは対照的に、自然対流はセルの向きによって抑制されるか、または増強され得る。一般的に、このパラメータの研究では、3つの向きが比較される：ホット・オーバー・コールド、コールド・オーバー・ホットと垂直配置の3つである（図6）。ホット・オーバー・コールド配向（図6（a））では、低密度のホット電解質がセルの頂部にあるので、対流がほとんどまたは全く生じないのに対して、コールド・オーバー・ホットおよび垂直配置（図6 6（b）、（c））は自然対流を促進する。セルの向きに加えて、電極の分離は物質輸送の特性に影響する可能性があるため、セルの向きと併せて調べられることが多い。
図6 異なる方向の電池内で起こる対流の概略図。（a）ホット・オーバー・コールド（低対流）（b）コールド・オーバー・ホットおよび（c）垂直配置。
セルパラメータが性能に及ぼす影響を調べているほとんどの研究は、フェリシアン/フェロシアン化物に焦点を当て、実験的な手法16,23,60とモデル化アプローチの両方を利用して61。このシステムでは、セルの向きによる自然対流を強化すると電力出力が増加する。対流がない場合、拡散、移動（電気泳動）およびソレット効果（熱泳動）を介して物質移動が起こる。この場合、電池を横切る物質輸送は、両方向において同等の速度では起こらない。特に、Soret効果は、コールド電極にイオンを蓄積させ、セル内に顕著な濃度勾配を形成するために物質輸送過電圧を誘起する60。さらに、コールド電極での拡散速度が遅いと電流密度が制限される。研究では、このようなセル（対流なし）では、電流出力が大幅に減少することが示されている60,61。Quickendenら60は、定常電流に達するまで、濃度勾配が形成されるにつれて、電流出力が時間に伴い減少することを観測している。
自然対流を増加させると濃度が均一化され、抵抗が低くなり、レドックス種の電極への物質移動速度が増加し、出力が増加する。対流を伴うセルでは、Salazarらによるモデル化研究61により、出力の約88%が対流による物質輸送に起因する可能性があるとされている。物質輸送における他の不均衡は、対流のない電池の電力または電流出力の有意な減少のような結果をもたらさない。これらの電池では、電流密度は依然として冷電極での低イオン拡散によって制限されている。しかし、これは、経時的な電流出力または電力出力の低下をもたらさない。むしろ、セルの限界電流密度を決定する。
対流が増加するとセルを横切る熱伝達率も増加する。したがって熱勾配を維持するためにより大きな入力エネルギーが必要とされ、変換効率が低下する。しかしながら、量的研究は、物質輸送の向上による電力の増加が、熱伝達による効率の低下を大きく上回ることを示している61。
電極間隔は、装置の出力にも影響を及ぼす可能性がある。フェリシアン/フェロシアン化物の電解質水溶液では、一般的に物質輸送効果によって性能が制限されるため、電極間隔を大きくすると出力が低下する16,161。しかし、電極の間隔に関しては、電力と効率のトレードオフが存在し、より小さい電極間隔は電力出力を増加させるが、2つの電極間のより大きい熱伝達のために効率を減少させることもできる。
対流などの強制対流を導入することで、対流の利用をさらに向上させることができる42。しかし、電解液を攪拌するのに必要なエネルギー投入量の増加は、一般に、電力の改善を相殺するので、強制対流セルの効率を自然対流のそれと容易に比較することはできない。

### セパレータと膜
サーモセルの非効率性の重要な要因は電極間の熱の移動であり、それによって温度勾配、さらには電位が低下する。この問題は電極間のセルにセパレーターを組み込むことで緩和でき、セル全体の熱伝導と対流の両方を低減できます。
水溶液中のヨウ化物/三ヨウ化物レドックス対を含むセル中に200μmの厚さのPVDFセパレータを使用した（図7）58ところ、高温および低温電極から等距離に挿入された際に最も高い出力が得られた。この配置により、電力が0.54mWm-2（ΔT= 2.7Kで0.07mWm-2K-2）から2.45mWm-2（ΔT= 8.8Kで0.03mWm-2K-2）へと増加し、膜のないセルと比較して同じ印加温度勾配に対して開回路電位が1.3mVから2.7mV（印加されたΔT= 12 Kの場合）に増加した。セルの赤外線サーモグラフィー（図7）により、最も高い電力性能と相関して、高温電極と低温電極の中間に膜を配置した際に熱勾配が最大になったことがわかった。これは、膜が高温電極または低温電極の近くに配置されているのに比べ、膜の両側で対流が最小限に抑えられるため、セルを横切る熱伝達が減少するためです。
図7 （I）膜のないセル、（II）膜が冷電極に近い、（III）膜が電極間の膜、（IV）高温の電極側、にそれぞれ膜を有する膜含有熱電化学セル（MTEC）の熱画像。加熱の24分後および38分後に撮影された画像。ref 58。
最近の研究では、炭素系電極を用いたフェリシアン/フェロシアン化物電解質の性能に及ぼすセパレータ位置、厚さおよび組成の影響などの影響がさらに調べられた27。最大出力は、綿電極間の間隔の8%未満（2.6mmのセルでは0.2mm）の冷たい電極に最も近い位置に配置された時に得られている。出力は11Wm-2（ΔT= 86Kで1.5mWm-2K-2）であり、これはサーモセル装置で報告された最高出力である。この性能は、膜なしのセル（5.4Wm-2;ΔT= 64Kで1.3mWm-2K-2）と比べて大幅に向上しており、セルローススポンジセパレータ（10.6Wm -2;ΔT= 86Kで1.4mWm-2K-2）よりも僅かに良い。電力の増加は、セパレータの熱抵抗の増加により維持できる大きな温度勾配に起因するものである。この場合、セパレータが低温電極に最も近接して配置されるときに達成される高出力性能は、純粋な電解質および電解質で充填されたセパレータの、熱伝導率およびイオン伝導率の温度依存性の差に起因する。セパレータおよび純粋な電解質の熱伝導率は、温度によって大きく変化しないが、両者のイオン伝導率は温度とともに直線的に増加する。これらの影響は、以前の研究58で達成されたものと比較して、ΔTが大きくなるにつれてより顕著になる。低温電極に最も近いセパレータを配置することは、セル内の電解質の大部分がより高い温度にあることを意味し、高速イオン拡散しつつ、セパレータは全体として大きな温度勾配を維持できることを意味する。セパレータの厚さの影響も考慮する必要がある。電解質を充填したセパレータのイオン伝導度は、純粋な電解質の伝導度より30%低いため、セパレータの厚さを増加させると、イオン拡散路長の増加による出力性能が低下する。

### セルの直列スタッキング
サーモセルの実用化への壁は、その電圧が低いことである。単一セルの最大電圧は、ゼーベック係数および温度勾配で決まるが、多数のセルを直列に接続することで電圧を増加できる。これは、電力出力を最大にするために複数の熱電対が直列に接続されている固体熱電素子と同様の概念である。液体サーモセルでは、n型およびp型半導体に相当するのは、負および正のゼーベック係数を有する酸化還元対であり、例えばフェリシアン/フェロシアン化物とFeSO4/Fe2(SO4)3水溶液との複合体である27。
フェリシアン/フェロシアン化物または第二鉄/塩化第一鉄のいずれかを含むPVA系ヒドロゲル電解質を用いたハーフセルのゼーベック係数はそれぞれ-1.21 mV K -1および+1.02 mV K-1である49。電池を直列に接続した場合、合計電位は2.3 mV K-1に等しいΔT= 10 Kで23 mVに倍増したが、電流は同じままであった。59個のこれらのセル対からなるアレイを直列に接続し、同じΔTに対して最大電位を0.7 V、すなわち70 mV K-1まで上昇させた。
最近の研究では直列接続により予想外に高いセル電圧を達成している。図8（a）?（d）は、28個の交互に並んだp型およびn型の半電池（14個の全電池）の、フェロシアン／フェリシアン化物（Se = -1.43mV K-1）およびFeSO4 / Fe2(SO4)3（Se = 0.5 mV K-1）のアレイから構成されている（文献中では、半導体の文献と整合させるため、逆のゼーベック係数の符号で示されている。27）。4つのアレイを直列に接続することにより、ΔT = 21 K（104 mV K-1）に対して2.18Vの最大開回路電圧が達成され、これらの直列接続されたセル設計に対して大きな電位が達成され得ることが実証された。このアレイを用いたコンデンサの充電も実証された（図8（e））。
図8（a）酸化還元メディエーターとしてFe（CN）64- / Fe（CN）63-を共に使用する2つの「z-」直列接続された図。（ｂ）p型半電池（酸化鉄メディエーターとしてのFe（CN）64- / Fe（CN）63-を使用する）およびn型半電池（Fe2 + / Fe3 +をレドックスとして使用する） メディエーター）が直列に接続されたものの図。（c）14個のn-p電池（28個の半電池）を有するサーモセルアレイ。緑色およびオレンジ色は、それぞれFe（CN）64 - / Fe（CN）63-およびFe2 + / Fe3 +酸化還元対の色である。（d）（c）の酸化還元対アレイのための密封サーモセルアレイの写真。（e）4つの直列接続されたサーモセルアレイによって充電されたときの異なるコンデンサの電圧-時間曲線、ΔTは21Kである。27。
Uhlら、62は、イオン性液体電解質および銅電極を用いて、図8に示すものと同様の高度に統合された直列構造を構築する方法を提案している。個々のセルを、等方性プラズマエッチングを使用して銅電極の間に挟まれたポリイミド層にエッチングした。その結果、直列に接続された幅約350μmのセルのアレイが得られた。しかしこの特定のセル設計の性能はまだ報告されていない。

## 熱化学電池研究の今後の研究開発の方向性
熱電化学電池を用いた低品位熱の回収は、安価で、持続的かつ持続可能なエネルギー発生方法を提供する。近年の研究努力の結果、これらのデバイスの電力効率と変換効率が大幅に向上した。しかしながら、これらの進歩が商業的実行可能性および可能性のあるアプリケーションの範囲に重要な導入経路を作り出したが、重要な性能限界を理解して克服するためにはかなりの研究が依然として必要である。これらの洞察は、基本的な研究と電池設計のさらなる発展の両方を必要とする。
性能を向上させるために、さらに理解が必要な基本的な特性として、新しいレドックス対および電解質によるエントロピー変化の最大化および物質輸送速度（拡散性）を高めるための電極特性および溶媒の改善がある。しかしながら材料への要求も用途に応じて変化する。例えばウェアラブル装置では、非毒性のレドックス対や電解質の使用が重要であり、より高温の用途ではより熱的に安定な電解質が必要となる。漏れのない電池設計、すなわち凝固した電解質を使用することは、出力に影響を与えない限り一様に望ましい。
フェリシアン/フェロシアン化物レドックス水溶液は広範囲に研究され、新しい電極材料の使用および装置設計の改良によって性能が最適化されてきた。この結果、最高の出力とセル電位が報告された。しかし最近の研究では、コバルト系レドックス対がフェリシアン/フェロシアン化物系よりも高いゼーベック係数を示している。酸化還元対のさらなる研究と最適化により、優れた性能を有する酸化還元電解質が開発される可能性がある。特に、Co2+/3+系のレドックス対は水系・非水系の溶媒の両方で使用できるため、様々な溶媒中での対イオンの使用というチューニングが可能になる。
電解質の観点では、サーモセルの最大動作温度範囲を拡大するために非水性電解質のさらなる検討が不可欠である。しかし非水性電解液、特にILは、その低い物質輸送特性という課題により達成可能な最大出力が低下しがちである。これを克服するため、これまでに最も成功したアプローチの1つは混合溶媒を利用することであり、ILの有利な性質の一部を保持しながら物質移動を増加させる。しかし、混合溶媒を使用すると電解質の揮発性という課題がある。これらの限界を克服する方法は、進行中の研究の重要な分野です。また物質輸送を改善するための電解質添加剤の使用に関するいくつかの有望な初期研究があった。関連して、酸化還元活性な準固体電解質の開発が最近の研究の焦点であり、これは再び物質輸送の限界を克服する必要がある。凝固した電解質の使用は、特にフレキシブル・着用可能な装置の領域におけるサーモセルの用途の範囲を広げるために重要であり、漏れをなくし、電解質の揮発性を低減することによって装置の寿命を延ばす。
電極ついては最近、白金の代替物としてナノ構造炭素電極というブレークするーがあった。炭素電極は、低コスト、高表面積、高電流密度、および電極構造への適応可能性といった、多数の潜在的利点を有する。炭素電極に残された課題は、高い熱伝導率、電気伝導率および良好な電気触媒性能の両方を有するフレキシブル電極への組み込みである。
これまでのほとんどのサーモセルの研究は、実験的研究と最適化に焦点を当ててきた。これらの努力を支援する計算モデリングの使用は、十分に活用されていない。熱量計システムの性能を記述し、予測するには量的な理論的関係を用いることができるが、この分野の研究は限られており、いくつかのシミュレーションが実施されているのみである23,59。計算の研究により、例えば酸化還元反応のエントロピー変化に対する様々な寄与のシミュレーションにより、溶媒構造と酸化還元対のゼーベック係数との間の関係を得ることができる。現代的かつ新興のモデリングおよびシミュレーション能力を考慮すると、このような技術の利用は、より高度なサーモセルの概念の設計に将来大きな影響を及ぼす可能性があり、計算コミュニティがこの重要な分野に従事することを推奨する。